# Cristoforo Ferrari
Cristoforo Attilio Ferrari (Monterosso al Mare, 25 luglio 1880 – Monterosso al Mare, 2 dicembre 1949) è stato un militare e politico italiano.

## Biografia
Entrato a tredici anni al collegio militare di Firenze, passato due anni dopo a quello di Roma, nel 1898 inizia il corso all'accademia militare di Roma (poi Accademia militare di Modena), dove dal 1900 è sottotenente nell'arma del genio della Scuola di applicazione di artiglieria. L'anno successivo è promosso tenente e assegnato al 5º reggimento genio minatori per poi passare alla brigata (1909) e al battaglione (1910) specialisti del genio. 
Per opera del Tenente Ferrari la Regia Stazione Aerologica, a partire dal 1º giugno 1911 incominciò a rilevare i dati meteorologici, climatologici e l'esplorazione dell’alta atmosfera senza però soluzioni di continuità. Questa comunque fu la prima base costruita in Italia per questo tipo di osservazioni e ricerche.
Dal 5 novembre 1911 all'11 aprile 1912 si trova in zona di guerra in Tripolitania e Cirenaica, dalla quale torna col grado di capitano. Dal 16 gennaio 1915 è comandato alla direzione del genio di Roma, assegnato al battaglione dirigibilisti. Dal 9 giugno dello stesso anno assume il comando della 5ª sezione ottica da campo in zona di guerra tra Gorizia e Trieste.
Dal 1º luglio è trasferito al Corpo Aeronautico nel Battaglione Dirigibilisti, dal 16 novembre 1916 nel battaglione aerostieri ed il 5 dicembre nominato pilota di pallone sferico col grado di maggiore dal 1º gennaio 1917.
Dal 2 agosto 1917 al 1919 è assegnato Capo Sezione alla direzione tecnica di aviazione di Milano, per passare poi a quella di Roma col grado nel frattempo raggiunto di tenente colonnello dal 17 febbraio 1918. Alla costituzione della Regia Aeronautica, nel 1923, è assegnato al comando generale come capo dell'ufficio tecnico e del materiale. Il 15 novembre 1925, promosso colonnello, lavora alla Direzione superiore del genio e delle costruzioni come capo della Divisione materiale mobile. 
Dal 5 gennaio 1928 viene nominato direttore superiore degli studi e delle esperienze del Ministero dell'aeronautica, dal 3 aprile promosso Generale e dal 16 aprile 1934 giudice supplente presso il tribunale supremo militare.
Dal 16 agosto promosso Tenente Generale e dall'8 aprile 1937 Generale Ispettore. Fu tra i fondatori della città di Guidonia Montecelio.
Congedato per limiti di età viene nominato capo dell'ufficio centrale del demanio e nel 1939 senatore a vita. Viene dichiarato decaduto dall'Alta corte di giustizia per le sanzioni contro il fascismo il 31 luglio 1945, ma la sentenza è annullata dalla Cassazione con sentenza del 30 giugno 1946.